# Espada-Aquädukt
Der Espada-Aquädukt, englisch Espada Aqueduct, spanisch Espada Acequia, ist ein beinahe sieben Kilometer langer Aquädukt aus dem 18. Jahrhundert, der sich im National Historical Park der San Antonio Missionen in San Antonio im Bundesstaat Texas in den USA befindet. Der Aquädukt gilt als bedeutendes historisches Ingenieurbauwerk und ist seit 1964 ein baugeschichtliches Kulturgut von nationaler Bedeutung.

## Geschichte
Der Aquädukt wurde zwischen 1731 und 1745 mithilfe der Indianer gebaut. Er diente der Bewässerung der Kulturen der 1690 gegründeten beinahe 100 Hektar großen Misión San Francisco de la Espada. Es ist der best erhaltene und immer noch funktionierende Aquädukt des Bewässerungssystems der San Antonio Missionen entlang des San Antonio Rivers, das einst in etwa 25 km lang war und eine Fläche von über 1400 Hektar bewässerte.

## Bauwerk
Das Wasser des San Antonio Rivers wird von einem Damm aufgestaut und in den Espada-Aquädukt geleitet. Der Damm befindet sich etwas westlich des heutigen Hauptdamms an einem Nebenarm des Flusses, der früher das Bett des San Antonio Rivers war. Das Wasser fließt in Richtung Süden und wird mit einem aus Kalksteinquadern gebauten Viadukt über den Piedras Creek geführt. Es fließt an den Gebäuden der Espada-Mission vorbei und wird den zu bewässernden Feldern zugeführt.